# マクシム・オレシキン
マクシム・スタニスラヴォヴィチ・オレシキン（オレシュキン、ロシア語: Максим Станиславович Оре́шкин、ラテン文字表記の例：Maksim Stanislavovich Oreshkin, 1982年7月21日 - ）は、ロシア連邦の企業家・官僚・政治家。2016年11月30日から、ロシア連邦経済開発大臣（経済発展大臣）。モスクワ出身。

## 経歴
2002年高等経済学校（高級経済学校、高等経済学院）を卒業し、2004年同学校の経済学修士課程を修了した。
2002年4月から2006年6月まで、ロシア連邦中央銀行に勤務し、チーフエコノミストなどを務めた後、2006年6月から2010年7月まで、ロスバンクで上級役員、取締役、業務執行役員を歴任した。2010年7月から2012年6月まで、クレディ・アグリコル・コーポレート・アンド・インベストメント・バンクロシア・CIS（独立国家共同体）方面調査部長。
2013年9月12日、ロシア連邦財務省長期戦略計画局長に任命される。2015年3月3日、財務次官に就任する。
2016年11月30日から、ロシア連邦経済開発大臣（経済発展大臣）。
2020年1月24日、大統領補佐官に任命される。。
英語に堪能。